# Гучмазов, Илья Тимурович
Илья Тимурович Гучмазов (14 апреля 2001, Видное, Московская область, Россия) — российский футболист, вратарь боснийского клуба «Власеница».

## Клубная карьера
В 14 летнем возрасте уехал в Испанию — первый год занимался в системе «Эспаньола», затем выступал в различных детских командах Каталонии. В возрасте 18 лет Илья Гучмазов попал в академию сербской «Црвена звезды» из Белграда, где тренировался с основным составом. В 20 лет уехал в Боснию и Герцеговину. Сначала он числился в клубе «Звезда-09» из Биелины, но участия в матчах не принимал, затем играл в команде второго по силе дивизиона Боснии — «Подринье». 
С 2023 года выступает в клубе «Слога» из города Добой. В высшем дивизионе чемпионата Боснии и Герцеговины дебютировал 7 апреля 2023 года в выездном матче против клуба «Сараево», в котором пропустил один мяч.
В июле 2025 года перешёл в боснийскую «Власеницу» из второго по силе дивизиона страны.